# Torin Yater-Wallace
Torin Yater-Wallace (ur. 2 grudnia 1995 w Aspen) – amerykański narciarz dowolny, specjalizuje się w half-pipie. W 2013 roku wystartował na mistrzostwach świata w Voss, gdzie został wicemistrzem świata w halfpipie. Na rozgrywanych rok później igrzyskach olimpijskich w Soczi zajął 26. miejsce. Najlepsze wyniki w Pucharze Świata osiągnął w sezonie 2012/2013, kiedy to zajął siódme miejsce w klasyfikacji generalnej, a w klasyfikacji halfpipe'u był drugi.

## Osiągnięcia

### Igrzyska olimpijskie
| Miejsce | Dzień     | Rok  | Miejscowość | Konkurencja | Zwycięzca  |
| ------- | --------- | ---- | ----------- | ----------- | ---------- |
| 26.     | 18 lutego | 2014 | Soczi       | Halfpipe    | David Wise |
| 9.      | 22 lutego | 2018 | Pjongczang  | Halfpipe    | David Wise |

### Mistrzostwa świata
| Miejsce | Dzień    | Rok  | Miejscowość | Konkurencja | Zwycięzca      |
| ------- | -------- | ---- | ----------- | ----------- | -------------- |
| 13.     | 5 lutego | 2011 | Deer Valley | Halfpipe    | Micheal Riddle |
| 2.      | 5 marca  | 2013 | Voss        | Halfpipe    | David Wise     |

### Puchar Świata

#### Miejsca w klasyfikacji generalnej
- sezon 2010/2011: 33.
- sezon 2011/2012: 14.
- sezon 2012/2013: 7.
- sezon 2014/2015: 40.
- sezon 2016/2017: 15.
- sezon 2017/2018: 67.

#### Zwycięstwa w zawodach
1. La Plagne – 20 marca 2011 (halfpipe)
2. Cardrona – 22 sierpnia 2012 (halfpipe)
3. Soczi – 16 lutego 2013 (halfpipe)
4. Mammoth Mountain – 4 lutego 2017 (halfpipe)
5. Bokwang – 18 lutego 2017 (halfpipe)

#### Pozostałe miejsca na podium
1. Copper Mountain – 9 grudnia 2011 (halfpipe) – 2. miejsce
2. Park City – 2 lutego 2013 (halfpipe) – 2. miejsce
3. Copper Mountain – 6 grudnia 2014 (halfpipe) – 2. miejsce
4. Mammoth Mountain – 19 stycznia 2018 (halfpipe) – 3. miejsce